# Kultura Esperanto-Festivalo
Het Kultura Esperanto-Festivalo (KEF) (letterlijk vertaald 'Cultureel Esperantofestival'), is een festival van een week dat traditioneel om de paar jaar wordt georganiseerd in de zomer in een Scandinavisch land. Het programma omvat voorstellingen van muziek, theater en literatuur in de internationale taal Esperanto.
KEF vond voor het laatst plaats in het jaar 2005 in Helsinki, Finland. Er kwamen toen slechts zo'n 100 personen naartoe. In het jaar 2000 kon deze bijeenkomst nog rekenen op zo'n 200 geïnteresseerden uit 20 landen.

## KEF doorheen de jaren
- 1986 - Upsala, Zweden
- 1988 - Lund, Zweden
- 1990 - Västerås, Zweden
- 1993 - Kopenhagen, Denemarken
- 1996 - Kopenhagen, Denemarken
- 1998 - Lesjöfors, Zweden
- 2000 - Helsinki, Finland
- 2005 - Helsinki, Finland
- 2009 - Helsingør, Denemarken